# زیر هم‌کف (مجموعه تلویزیونی)
زیر همکف مجموعه تلویزیونی به کارگردانی بهمن گودرزی و تهیه کنندگی رضا جودی می‌باشد که نویسندگی آن را  مهدی حمزه و احسان لطفیان بر عهده داشته اند. این مجموعه تلویزیونی از ۲۲ آذر ۱۳۹۸ از شبکه یک در ۲۳ قسمت به روی آنتن رفت.

## خلاصه داستان
داستان درباره پسری جوان بنام فرید (هومن شاهی) است که دامپزشک اصطبل اسب است و قصد دارد ازدواج کند. در حین ازدواجش برای او اتفاقات زیادی می‌افتد مثلا پدر نامزدش (عزت‌الله مهرآوران) بنابه عللی دخترش را به او نمی‌دهد و… و عمدتا مشکلات فرید از سر نه نگفتن اوست.

## بازیگران
- هومن شاهی
- بهادر مالکی
- عزت‌الله مهرآوران
- پریسا مقتدی
- نگین معتضدی
- ویدا جوان
- محمود جعفری
- ‌سمیرا حسینی
- پریسا گلدوست
- سامان دارابی
- یزدان فتوحی
- نادر داهیم
- کریم قربانی
- کتایون بختیاری
- امیرکیوان معصومی

## حواشی
پس از پخش این مجموعه، منتقدان به بازیگری هومن شاهی (خواننده) واکنش نشان دادند. اما در نهایت بهمن گودرزی (کارگردان) این مجموعه در جواب به منتقدان گفت: هیچ اشکالی بر بازی هومن شاهی در این مجموعه وارد نیست.